# Finally Famous
Albums de Big Sean
Hall of Fame
(2013)
Singles
1. My Last
Sortie : 1er mars 2011
2. I Do It
Sortie : 10 mai 2011
3. What Goes Around
Sortie : 23 mai 2011
4. So Much More
Sortie : 14 juin 2011
5. Marvin & Chardonnay
Sortie : 12 juillet 2011
6. Dance (A$$)
Sortie : 20 septembre 2011

Finally Famous est le premier album studio de Big Sean, sorti le 28 juin 2011.                    
Il s'est vendu à près de 400 000 exemplaires aux États-Unis.

## Singles
- My Last, en featuring avec Chris Brown, a été lancé, comme single officiel de l'album, le 1er mars 2011. Il se classe à la 1re place du Hot Rap Tracks et à la 30e du Billboard Hot 100[13]

- I Do It a été mis en vente, via iTunes Store, le 10 mai 2011.

- What Goes Around a été mis en vente, en tant que second single promotionnel, via iTunes Store, le 23 mai 2011, mais n'a pas connu un grand succès.

- So Much More a été mis en vente le 14 juin 2011, et, comme son prédécesseur, n'a pas rencontré un grand succès.

- Marvin & Chardonnay, en featuring avec Kanye West et Roscoe Dash, a été diffusé en radio le 12 juillet 2011, en tant que cinquième single de l'album.

- Dance (A$$) a été diffusé en radio en tant que sixième single, le 20 septembre 2011. Un remix du titre, en collaboration avec Nicki Minaj, a été publié le 4 octobre 2011.

## Liste des titres
| No  | Titre                                                     | Contient un (des) sample(s) de                                                                                                 | Durée |
| --- | --------------------------------------------------------- | --- | ----- |
| 1.  | Intro                                                     | Bonus Stage de Masato Nakamura                                                                                                 | 1:14  |
| 2.  | I Do It                                                   | You Already Know de Pat Piff                                                                                                   | 3:35  |
| 3.  | My Last (featuring Chris Brown)                           | Can You Stand the Rain de New Edition                                                                                          | 4:14  |
| 4.  | Don't Tell Me You Love Me                                 | Music to Soothe the Savage Snake Plant de Mort Garson Breakeven de The Script                                                  | 3:56  |
| 5.  | Wait for Me (featuring Lupe Fiasco)                       | It's too Late de Wilson Pickett                                                                                                | 3:57  |
| 6.  | Marvin & Chardonnay (featuring Kanye West et Roscoe Dash) | Amazing de Kanye West featuring Young Jeezy                                                                                    | 3:42  |
| 7.  | Dance (A$$)                                               | U Can't Touch This de MC Hammer Ass 'N' Titties de DJ Assault Back That Azz Up de Juvenile featuring Mannie Fresh et Lil Wayne | 3:17  |
| 8.  | Get It (DT)                                               | | 3:27  |
| 9.  | Memories (Part II) (featuring John Legend)                | I Call Your Name de Switch | 4:35  |
| 10. | High (featuring Wiz Khalifa et Chiddy Bang)               | Fighter Plane d'Ellie Goulding                                                                                                 | 4:20  |
| 11. | Live this Life (featuring The-Dream)                      | | 4:18  |
| 12. | So Much More                                              | Been This Way Before de Roger and the Human Body                                                                               | 5:55  |

| 13. | What Goes Around                          |                                                                          | 4:19 |
| 14. | Celebrity (featuring Dwele)               | The Only Thing I Would Wish For d'Angela Bofill Say You Will de Big Sean | 3:44 |
| 15. | My House                                  | Ain't There Something Money Can't Buy du Young-Holt Unlimited            | 3:33 |
| 16. | 100 Keys (featuring Rick Ross et Pusha T) |                                                                          | 3:49 |

| 17. | Dance (A$$) (Remix) (featuring Nicki Minaj) | 3:40 |

## Dates de sortie
| Pays             | Date de sortie    | Label              |
| ---------------- | ----------------- | ------------------ |
| États-Unis       | 28 juin 2011      | Def Jam Recordings |
| Canada           | 28 juin 2011      | Universal Music    |
| Royaume-Uni      | 27 juin 2011      | Mercury            |
| Allemagne        | 27 juin 2011      | Universal Music    |
| Belgique         | 5 juillet 2011    | Universal Music    |
| Italie           | 5 juillet 2011    | Universal Music    |
| Irlande          | 13 juillet 2011   | Universal Music    |
| Philippines      | 3 août 2011       | MCA Music          |
| Japon            | 3 août 2011       | Universal Music    |
| Brésil           | 6 octobre 2011    | Universal Music    |
| Chine            | 2 septembre 2011  | Universal Music    |
| Australie        | 2 octobre 2011    | Universal Music    |
| Danemark         | 1er novembre 2011 | Universal Music    |
| France           | 1er novembre 2011 | Universal Music    |
| Espagne          | 23 novembre 2011  | Universal Music    |
| Nouvelle-Zélande | 9 novembre 2011   | Universal Music    |
| Hong Kong        | 5 décembre 2011   | Universal Music    |

## Classement
| Classements (2011)     | Meilleure place |
| ---------------------- | --------------- |
| Canadian Albums Chart  | 20              |
| Billboard 200          | 3               |
| Top R&B/Hip-Hop Albums | 2               |
| Top Rap Albums         | 1               |